# Läns

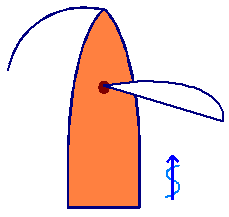
Läns med seglen på ömse sidor.

Läns är en bog vid vilken man har vinden akterifrån (bakifrån), så att vinden fyller båtens segel likt en "säck". På alla andra bogar, inklusive slör, kommer vinden in i seglet vid dess förligare lik, följer seglet likt luftströmmen följer en vinge på ett flygplan, och lämnar seglet vid dess aktre lik. Läns och slör kallas med ett gemensamt namn för undanvind. Plattläns betecknar att vinden kommer rakt akterifrån, varvid man kan skota förseglet i lovart, alltså på motsatt sida storseglet. Negativ läns innebär att man seglar med vinden snett bakifrån och bommen framför masten, alltså att man passerar den riktning då båten normalt skulle gippa. Detta går bara att göra på båtar som saknar vant.
Plattläns är ofta problematisk och det är rätt vanligt att man väljer att istället länsa med vinden in något snett akterifrån (länsa med vinden istället för att länsa undan vinden) och vid behov byta hals då och då (jämför kryss). På en del moderna snabba båtar, särskilt sådana som har gennaker (ett mellanting mellan spinnaker och genua), tas konceptet att inte plattlänsa ett steg längre och dessa båtar seglar sällan lägre än slör. Detta eftersom seglens aerodynamik fungerar sämre på läns och det man förlorar i längre sträcka på slör fås igen genom skenbar vind vilket gör att man kan segla snabbare (på läns kan man aldrig segla snabbare än vinden). Varje båtklass har olika optimal vinkel för hur nära plattläns den bör seglas, men generellt sett kan man säga att ju snabbare båt desto längre från plattläns vill man segla.
På snedsegelriggade båtar (alla moderna segelbåtar) finns i sjögång, i svall från en passerande motorbåt och i byig vind risk för att vinden kommer in på fel sida av storseglet, vilket får det att byta sida, gippa, ofta med stor kraft. En ofrivillig gipp kan ställa till stor skada på riggen. För att undvika detta kan man dra en lina, preventer, från bommen förut, men preventern för med sig sina egna risker om situationen inte genast kan avhjälpas.
På en bermudariggad segelbåt som länsar läar storseglet förseglet om man inte saxar seglen och plattlänsar. Det behövs ofta en spira (stång) för att förseglet skall hållas där man vill ha det, och rorsmannen måste vara alert för att seglen skall dra ordentligt. Man kan istället välja att ta ner förseglet och använda ett stort undanvindssegel av lättare konstruktion och segelduk, oftast spinnaker eller gennaker. Alternativet att länsa med storseglet läande focken är ofta sämre än att slöra, och "kryssa på undanvind". 

## Semester- och kappsegling
Plattläns kan vara problematisk vid hård vind, då båten kan komma i en pendlingsrörelse från sida till sida. Om pendlingsrörelsen inte hävs kan båten lägga sig så mycket på sidan att rodret tappar greppet, varvid båten vänder upp mot vinden och blir liggande på sidan med seglen fladdrande. Detta kallas broach, då båten skär upp mot vind på den ursprungliga bogen, eller kinesgipp, då båten skär upp mot vind motsatt den ursprungliga bogen. Lovar man något (förslagsvis 10-15 grader) undviker man problemet och får dessutom högre fart. Vid kappsegling undviker man att segla plattläns. En slör mellan 20 och 35 grader från plattläns kan vara optimal, så att man når målet snabbare trots att den seglade vägen blir längre.
Att ta ner storsegel vid plattläns förekommer sällan idag. Vid mycket lätta vindar kan det vara gynnsamt, men det görs i princip aldrig vid kappsegling. Vid en platt läns (5-10 grader från plattläns) förs spinnakern med hjälp av spinnakerbommen långt ut på lovartsidan, samtidig som storseglet är nära på helt utsläppt i lä. Det gör att överlappen mellan seglen är minimal.